# Stichermühle
Stichermühle ist ein Ortsteil von Steinenbrück in der Stadt Overath im Rheinisch-Bergischen Kreis in Nordrhein-Westfalen, Deutschland.

## Lage und Beschreibung
Der kleine Ortsteil Stichermühle liegt am Oberlauf des Holzbachs  an der Kreisstraße 38, die Kreutzhäuschen mit Steinenbrück verbindet. Er ist durch die Buslinie 425 an den öffentlichen Nahverkehr angeschlossen. Orte in der Nähe sind Unterbech, Mittelbech, Heide und Müllenholz.

## Geschichte
Die Stichermühle am Holzbach wurde als Getreidemühle und zuletzt als Knochenmühle betrieben. Das Wasserrad bestand noch bis in die 1960er Jahre. Die Mühlenanlage entstand erst in der zweiten Hälfte des 19. Jahrhunderts und ist erst ab der Preußischen Neuaufnahme von 1892 ist auf Messtischblättern regelmäßig als Sticher M. verzeichnet.
Die Gemeinde- und Gutbezirksstatistik der Rheinprovinz führt Stichermühle 1871 mit einem Wohnhaus und sechs Einwohnern auf. Im Gemeindelexikon für die Provinz Rheinland von 1888 werden für Stichermühle ein Wohnhaus mit drei Einwohnern angegeben. 1895 besitzt der Ort ebenfalls ein Wohnhaus mit drei Einwohnern, 1905 werden ein Wohnhaus und 13 Einwohner angegeben.